# 嘉南平原
嘉南平原是位於臺灣島西南部的平原，也是台灣最大的平原，其範圍包括彰化縣、雲嘉南及高雄市的二都一市三縣，總面積約4,550平方公里。

## 地理

嘉南平原；濁水溪沖積平原

嘉南平原是台灣島面積最大的平原，位於台灣島的西南部，地勢東高西低，北接臺中盆地，西起西部海濱，東止於阿里山山脈山麓及高屏溪西岸接壤屏東平原，東西寬約71公里，南北長約110公里，面積約4,550平方公里。雖然名為「嘉南」，但事實上涵蓋彰化縣、雲林縣、嘉義縣、嘉義市、台南市、高雄市等行政區，係由濁水溪、北港溪、八掌溪、急水溪、曾文溪、鹽水溪、二仁溪等溪所沖積而成的平原，為台灣最主要的農業產區。
嘉南平原東邊的山區是阿里山山脈，山麓丘陵經曾文溪切斷，分成北邊的嘉義丘陵，及南邊的新化丘陵。
嘉南平原特色是少雨（夏雨冬乾）、日照長，早期為倚賴天候決定收成的「看天田」，土地生產力僅北宜、中彰之一半，沿海地區更有鹽分高的問題。直到1930年嘉南大圳完工起大幅改善供水系統，始得「穀倉」之美稱。其後政府投注多年水力建設，今臺南市一地即建有七處水庫，水資源豐富。
另外由於氣候因素，故有其他地理區少見的甘蔗、鹽田。尤其甘蔗是昔日台灣外銷的主力，配合昔日兼辦客運的糖業鐵路，構成平原鄉村的特色。

## 氣候
嘉南平原屬於副熱帶季風氣候和熱帶季風氣候，夏季多降水，全年温暖。

## 歷史
嘉南平原在西元前5000出現，有多個考古遺址，包括大湖文化和蔦松文化 。在漢族移民移民至臺灣島前，這裡是臺灣原住民巴布薩族、洪雅族、西拉雅族、馬卡道族和鄒族生活的地區。漢族移民始於荷治時期，在清領時期大量移民，多數來自福建泉州、漳州和廣東潮州。
進入日治時期後，日本殖民政府建有縱貫鐵路、嘉南大圳和糖廠。臺灣光復後，先後有中山高速公路（國道一號）、福爾摩沙高速公路（國道三號）和台灣高鐵的建設。
嘉南平原為臺灣最早開發之處，但由於幅員甚大，跨越數過縣市，各地發展也相差甚多。例如雲林縣、嘉義縣等農業縣都是人口嚴重外流區。2010年縣市合併之後，臺南市成為與高雄市一樣，市中心人口超過百萬的直轄市。